# Uniwersytet Masaryka
Uniwersytet Masaryka w Brnie (cz. Masarykova univerzita) – publiczna uczelnia założona w Brnie w 1919 roku. Jest największym uniwersytetem na Morawach i drugim w Czechach. Nazwa uczelni pochodzi od pierwszego prezydenta Czechosłowacji, Tomáša Masaryka. W latach 1960–1990 z powodów politycznych uczelnia nosiła nazwę Uniwersytet Jana Evangelisty Purkyněgo. Na Uniwersytecie studiuje obecnie (r. akad. 2020/2021) ponad 30 tys. studentów w ramach przeszło 400 programów.  

## Wydziały
- Wydział Prawa (zał. 1919)
- Wydział Lekarski (zał. 1919)
- Wydział Nauk Przyrodniczych (zał. 1919)
- Wydział Filozoficzny (zał. 1919)[3]
- Wydział Pedagogiczny (zał. 1946)
- Wydział Farmaceutyczny (zał. 1952/2020)
- Wydział Ekonomiczno-Administracyjny (zał. 1990)
- Wydział Informatyki (zał. 1994)
- Wydział Studiów Społecznych (zał. 1998)
- Wydział Studiów Sportowych (zał. 2002)

## Działalność badawcza
Z inicjatywy pracowników Uniwersytetu Masaryka została założona stacja antarktyczna „Johann Gregor Mendel”, wykorzystywana do badań w sezonie letnim. Przy Uniwersytecie działa również Muzeum Mendla, w którym propaguje się wiedzę o Johannie Gregorze Mendlu, w tym wiedzę z zakresu genetyki.  